# Marea migrație
Marea migrație (titlu original: în engleză Migration) este un film de animație și comedie din 2023 produs de studioul Illumination, Este regizat și scris de Benjamin Renner. Vocile sunt asigurate de Kumail Nanjiani, Elizabeth Banks, Keegan-Michael Key, Awkwafina și Danny DeVito.

## Rezumat
Familia Mallard se află într-o perioadă de criză. În timp ce tatăl Mack e interesat să-și țină familia în siguranță și e mulțumit să rămână pentru totdeauna pe iazul lor liniștit din New England, mama Pam este nerăbdătoare să le arate copiilor lor, Dax și Gwen, întreaga lume. După ce o familie de rațe migratoare poposește pe iaz cu povești palpitante despre locuri îndepărtate, Pam îl convinge pe Mack să se îmbarce într-o excursie către Jamaica tropicală, via New York City.